# Gaio Furio Pacilio (console 251 a.C.)
Gaio Furio Pacilio (in latino Gaius Furius Pacilus; fl. 251 a.C.) è stato un politico e militare romano.

## Biografia
Fu eletto console nel 251 a.C. con Lucio Cecilio Metello nel periodo della prima guerra punica; entrambi i consoli furono mandati dal Senato in Sicilia per contrastare l'esercito cartaginese comandato da Asdrubale di Annone. L'esercito romano rimase inattivo per parecchio tempo, visto che i soldati erano spaventati dagli elefanti dell'esercito nemico e i due consoli non reputarono saggio affrontarli in battaglia.
Vista l'inattività, il Senato decise di richiamare a Roma il console Gaio Furio Pacilo; a quel punto Asdrubale vide la possibilità della vittoria ed attaccò l'altro console, ma fu sconfitto in maniera pesante.